# Jozini
Jozini ist eine Stadt im Nordosten der südafrikanischen Provinz KwaZulu-Natal. Sie liegt am Ufer des Pongolapoort-Stausees an der Grenze zu Eswatini und ist Sitz der Gemeinde Jozini im Distrikt uMkhanyakude. Der Name Jozini kommt aus dem isiZulu und bedeutet „Ort der Speere“.
2011 hatte Jozini 2267 Einwohner. Jozini liegt in der Nähe der Fernstraße N2. Die Stadt befindet sich in einem ländlichen Gebiet mit hoher Arbeitslosigkeit und Abwanderungsquote.